# Kick Axe
I Kick Axe sono una heavy metal band formata a Regina, Saskatchewan, Canada nel 1976.
Il gruppo ottenne un significante impatto commerciale negli anni 80 grazie al debutto Vices (1984), prodotto da Spencer Proffer. Il successo venne dato anche dallo stesso Proffer, che, oltre ad essere stato produttore dei Black Sabbath, aveva venduto milioni di copie l'anno precedente producendo Metal Health dei Quiet Riot, il primo album nella storia dell'heavy metal a guadagnare il primo posto nelle classifiche statunitensi.

## Storia

### Gli esordi
Originariamente sotto il nome di Hobbit nel 1976, i Kick Axe vennero fondati a Regina, nella provincia di Saskatchewan in Canada. Nati come cover band di gruppi come Led Zeppelin, The Who e Pink Floyd, i canadesi erano composti da 6 membri, tra cui Larry Gillstrom (chitarra), ed i fratelli Victor (basso) e Gary Langen (batteria). Nel maggio di quell'anno il gruppo cambiò nome in Kick Axe, e rimase composto da tre componenti. Per un breve periodo vennero raggiunti dal secondo chitarrista Dave Zurowski che poi abbandonò lo stesso anno. Ricollocati a Vancouver, Columbia Britannica nel 1977, il gruppo aggiunse il tastierista Wally Damrick, proveniente da Aspen, Colorado. Nel gennaio dell'anno successivo, Wally Damrick venne sostituito dal secondo chitarrista Raymond Arthur Harvey. Il primo album venne registrato nel 1979 ma rimase irrealizzato. Sfortunatamente, Langen verrà costretto ad abbandonare la band per problemi personali, poi rimpiazzato dal fratello di Larry, Brian Gillstrom. Il gruppo si costruì rapidamente un'importante reputazione nel circuito di club della zona ovest del Canada fino a che non divennero una delle più rilevanti club band della West Coast. Il culmine di quel periodo venne rappresentato nel 1981 dalla trasmissione live su una radio locale chiamata radio CFOX, di un concerto tenutosi al Savoy Nightclub a Gastown. La trasmissione venne considerata come uno dei migliori concerti live mai proposti su CFOX e la stazione radio venne tempestata di telefonate da parte dei fan della band. Il direttore dei programmi del canale rimase talmente impressionato da decidere di riproporre la trasmissione la settimana successiva. Bill e Brian dei Chilliwack ascoltarono il programma, contattarono i Kick Axe ed offrirono loro di produrre un singolo. Nel 1981 il gruppo assoldò il cantante Charles McNary, e cominciò ad ottenere una certa popolarità quando il loro brano "Reality Is The Nightmare" venne incluso in una compilation allegata con il giornale Playboy chiamato Playboy Street Rock. Nonostante il discreto successo, i canadesi non riuscirono ad assicurarsi un contratto discografico con una valida etichetta. Nel 1982 così decisero di indirizzarsi sulla musica in voga in quegli anni, l'heavy metal. Si assistette quindi alla dipartita di McNary che non condivise le nuove sonorità intraprese dal gruppo, e come sua conseguente sostituzione subentrerà il singer americano George Criston, originario di Milwaukee. Come previsto, questo nuovo stile più pesante ed originale causò un declino di popolarità della band presso i club più noti della zona. Incoraggiati però da un crescente numero di fedeli fans, i Kick Axe continuarono a comporre e registrare nuovo materiale. Dopo svariati concerti dall'impatto convincente, venne firmato un contratto con la Star Command Management, in Canada nel maggio del 1983.

### Il successo
Il manager della Star Command Gary M. Stratychuk, li presentò al produttore Spencer Proffer. Proffer aveva fondato nel 1977 la "Pasha Music Organisation", divenuta poi sottoetichetta della Epic Records. La label era meglio conosciuta per essere stata l'etichetta dei Quiet Riot, con cui pubblicarono quell'anno il noto Metal Health (il primo album heavy metal a guadagnare il primo posto nelle classifiche statunitensi) e Condition Critical (15ª posizione nelle US charts). Proffer condusse la band a Hollywood per le sessioni del futuro album. Il debutto discografico, intitolato Vices, ottenne presto il disco d'oro. Il successo portò il gruppo a supportare negli States gruppi storici come Judas Priest, Scorpions, Helix, Ratt, Krokus, Whitesnake e naturalmente Quiet Riot. Il secondo singolo della band, Heavy Metal Shuffle, ottenne anch'esso una buona popolarità tramite le radio. Sorprendentemente le radio diffusero anche la loro cover degli Humble Pie "30 Days In The Hole", originariamente inclusa come bonus track solo nella versione in audio cassetta di Vices. Il brano venne inserito anche nella colonna sonora del film Up the Creek (1984).
Nel 1984, durante il periodo in cui la band si trovava a Hollywood per le sessioni del debutto, Spencer Proffer commissionò loro di comporre dei brani per altre band come i Black Sabbath (altra band gestita dal produttore), tuttavia questi ultimi respinsero la proposta. Curiosamente Proffer aveva raccomandato il cantante Ron Keel, che da poco aveva fondato i Keel, per entrare nei Black Sabbath, facendogli cantare proprio sui brani composti dai Kick Axe, che poi passarono alla valutazione da parte dei Sabbath. Tuttavia i veterani di Birmingham non furono convinti della performance di Keel e lo scartarono. Questi brani erano "Hunger" e "Piece Of The Rock" che verranno assegnati infine ai King Kobra di Carmine Appice, e che questi includeranno nel loro debutto Ready to Strike del 1985 (disco prodotto dallo stesso Proffer). Anche "Running Wild In The Streets", altro brano composto dai Kick Axe, e proposto in origine per i Black Sabbath, verrà incluso infine nel disco dei W.A.S.P. The Last Command (1985), re-accreditato come composto da Blackie Lawless.
Durante l'aprile del 1984, quando Ian Gillan abbandonò i Black Sabbath, George Criston divenne un possibile candidato per prendere il suo posto. Infine però sarà David Donato a raggiungere la leggendaria band britannica.
Nel 1985 vide la luce il secondo disco, Welcome to the Club. Durante le sessioni per il nuovo album, Spencer Proffer non fu disponibile per svolgere il ruolo di produttore, così fu inviato da Hollywood a Toronto il suo allievo, Randy Bishop, per dirigere la produzione. Molti, tra cui anche la band stessa, ammisero di preferire Proffer. Nonostante il nuovo produttore, venne comunque accreditato anche Proffer. Il disco conteneva inoltre la reinterpretazione dei Beatles With a Little Help from My Friends, che venne registrata con la partecipazione speciale di diversi volti noti nel panorama musicale come Rik Emmett dei Triumph, Lee Aaron ed i chitarristi John Albani, Alfie Zappacosta, il bassista dei Coney Hatch Andy Curran, Cameron Hawkins degli FM, Sheron Alton e Brian Allen dei Toronto.

### Il declino e scioglimento
I Kick Axe ripartirono per i tour per un altro anno, ma a metà delle date canadesi, tutto il loro equipaggiamento venne sequestrato. La strumentazione venne loro confiscata al termine di un concerto a Winnipeg costringendoli a suonare la sera successiva a Thunder Bay con l'equipaggiamento del loro gruppo di apertura. Questo fu il risultato di affari e maneggi disonesti del manager della band. Questo si impossessò anche del denaro del gruppo sottraendolo alle future royalties, ed utilizzandolo per fini personali. La band si ritrovò in condizioni finanziarie critiche, che provocarono il loro declino. Harvey nel frattempo abbandonò la formazione nel 1986. I Kick Axe proseguirono quindi come quartetto e parteciparono alla colonna sonora del film Transformers (1986) con una delle tracce donate ai King Kobra l'anno precedente, "Hunger", ed il brano inedito "Nothin's Gonna Stand In Our Way", venendo però accreditati nel disco sotto lo pseudonimo di Spectre General. Il seguito discografico dei Kick Axe, Rock the World, includeva la reinterpretazione dei Fleetwood Mac "The Chain" e venne prodotto dallo stesso Larry Gillstrom. I Kick Axe a questo punto non disposero più delle risorse finanziarie sufficienti ad un'adeguata promozione, così senza aver ottenuto un particolare successo con l'ultimo disco, annunciarono lo scioglimento nel 1988.
I fratelli Gillstrom, Langen e Barry Reich formarono una nuova band chiamata Lion's Gate. Harvey produsse il disco di debutto della band canadese Point of Power nel 1992. Questo disco, intitolato It's About Time vedeva la partecipazione di Brian Gillstrom e Criston, oltre ad altri ospiti come Doug Johnson dei Loverboy. Criston in seguito di riunì con Harvey per formare il progetto "Criston/Harvey", con cui pubblicò il disco Natural Progression nel 1995, sulle scie del blues rock. Criston riemerse nel 2000 nella band Paradise, gruppo fondato dal tastierista dei Loverboy Doug Johnson. Durante il 2001 Criston e Gillstrom vennero accreditati come produttori nel debutto dei canadesi Fury. Nel 2002 la pop punk band canadese Gob suonò una reinterpretazione del brano dei Kick Axe "Heavy Metal Shuffle", che venne incluso nella colonna sonora del film canadese FUBAR: The Movie.

### Reunion
I Kick Axe, composti dal cantante Gary Langen, i chitarristi Larry Gillstrom e Ray Harvey, il bassista Victor Langen, ed il batterista Brian Gillstrom, con l'aggiunta di Eric Norman all'armonica, si riunirono durante il 2002. Dal primo 2004 la band firmò per l'etichetta tedesca MTM Music confermando l'uscita di un nuovo album in studio. Il quarto disco, intitolato semplicemente IV, vedrà la luce in settembre.

## Lineup

### Attuale
- Gary Langen - batteria (1976-1978), voce (2003-oggi)
- Raymond Harvey - chitarra, voce (1978-1986, 2003-oggi)
- Victor Langen - basso, voce (1976-1988, 2003-oggi)
- Brian Gillstrom - batteria, voce (1978-1988, 2003-oggi)

### Ex componenti
- Charles McNary - voce (1979-1981)
- George Criston - voce (1982-1988)
- Dave Zurowski - chitarra (1976)
- Wally Damrick - tastiere (1977-1978)
- Larry Gillstrom[17] - chitarra, voce (1976-1988, 2003-2025)

## Discografia
- 1984 - Vices
- 1985 - Welcome to the Club
- 1986 - Rock the World
- 2004 - IV